# Classe Arktika

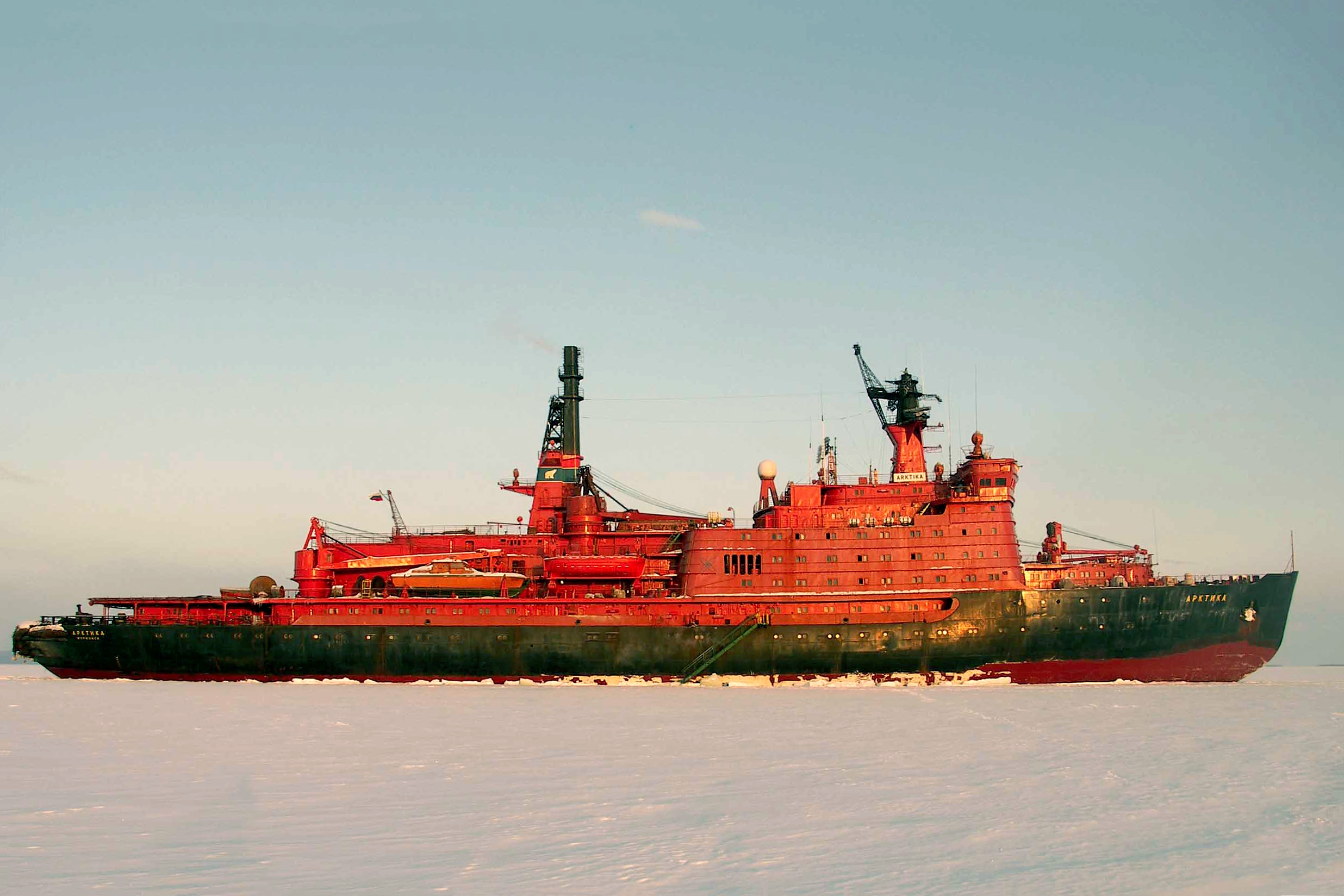
O NS Artika, que alcançou o Polo Norte.

Artika é uma classe de navios quebra-gelo da  União Soviética, movidos a energia nuclear, os maiores e mais poderosos já construidos.

## Características
O NS Arktika, primeiro navio da classe,  movido por setenta e cinco mil cavalos, tornou-se no primeiro navio a atingir o Pólo Norte geográfico, em 17 de agosto de 1977.
Os quebra-gelos movidos a energia nuclear serviram como um símbolo do poder tecnológico soviético ao longo de várias décadas. Hoje, esta frota é utilizada para ajudar a navegação de navios nos mares do norte da Sibéria - e para a elite do turismo, o que ajuda a pagar as contas.

## Navios
O mais poderoso de todos quebra-gelos, o 50 Let Pobedy (nome comemorativo dos 50 anos do termino da Segunda Guerra) um dos seis da classe "Arktika" e o ultimo a ser lançado em 2012, tem dois reatores nucleares.
| Nome            | Imagem | número do casco | IMO     | Comissionamento  | Tonelagem  | Comprimento (arqueação ) | Situação                                                        |
| --------------- | ------ | --------------- | ------- | ---------------- | ---------- | ------------------------ | --------------------------------------------------------------- |
| Arktika         |        | 1052-1          | 7429061 | 1974             | 20 665 BRZ | 147,9 m                  | descomissionado em 3 de outubro de 2008, aguardando desmontagem |
| Sibir           |        | 1052-2          | 7604491 | 1977             | 20 665 BRZ | 148,9 m                  | aguardando desmontagem desde 2008                               |
| Rossiya         |        | 702             | 8424240 | dezembro de 1985 | 20 680 BRZ | 150,0 m                  | descomissionado em 10 de julho de 2013                          |
| Sovetskiy Soyuz |        | 703             | 8838582 | dezembro de 1989 | 20 646 BRZ | 147,9 m                  | em serviço                                                      |
| Yamal           |        | 704             | 9077549 | outubro de 1992  | 20 646 BRZ | 150,0 m                  | em serviço                                                      |
| 50 Let Pobedy   |        | 705             | 9152959 | março de 2007    | 23 439 BRZ | 159,6 m                  | em serviço desde 02 de abril de 2007                            |